# WOH世界王座
WOH世界王座（WOH World Championship）は、ROHが管理、認定していた王座。「WOH」は「Women of Honor」の略。

## 歴史
2017年12月15日、PPV「Final Battle」でWOH王座の創設を発表。8月25日、王座名をWOH世界王座に変更。
2020年1月1日、封印。2月12日、ROH世界女子王座の創設を発表。

## 歴代王者
| 歴代             | 選手                 | 戴冠回数 | 獲得日付       | 獲得場所                     |
| ---------------- | -------------------- | -------- | -------------- | ---------------------------- |
| 初代             | 坂井澄江             | 1        | 2018年4月7日   | ルイジアナ州ニューオーリンズ |
| 第2代            | ケリー・クレイン     | 1        | 2018年12月14日 | ニューヨーク州ニューヨーク   |
| 第3代            | 岩谷麻優             | 1        | 2019年2月10日  | フロリダ州マイアミ           |
| 第4代            | ケリー・クレイン     | 2        | 2019年4月6日   | ニューヨーク州ニューヨーク   |
| 第5代            | アンジェリーナ・ラブ | 1        | 2019年9月27日  | ネバダ州サンライズマナー     |
| 第6代            | ケリー・クレイン     | 3        | 2019年10月12日 | ルイジアナ州ニューオーリンズ |
| 2020年1月1日封印 |                      |          |                |                              |